# Артёмовский (Ростовская область)
Артёмовский — бывший посёлок городского типа в Ростовской области, с 1939 года микрорайон города Шахты.

## История
Посёлок возник в 1870-х годах в связи с основанием рудника «Товарищества Панченко». В начале XX века ростовский предприниматель и меценат Николай Парамонов выкупил рудник у Панченко и в 1907 году построил одну из крупных шахт в России, названную в честь отца Парамонова — рудник «Елпидифор». После революции рудник был национализирован. В 1921 году рудник посетил Ф. А. Сергеев («товарищ Артём»), который убедил горняков не поднимать антибольшевистское восстание. В том же году, после трагической гибели Артёма, рудник получает его имя. Которое также закрепляется за шахтерским посёлком.
По данным на 1925 год рудник имени Артёма входил в состав Власово-Грушевского сельсовета Шахтинского района Шахтинского округа Северо-Кавказского края.

## Население
По данным на 1925 год на руднике проживало 8757 человек, в том числе 3850 мужчин и 4907 женщин.
По данным всесоюзной переписи 1939 года в рабочем посёлке проживало 29225 человек (13810 мужчин и 15415 женщин).